# Chocolaterie Hirsinger
 (février 2025).
Vous venez d’apposer le modèle de débat d'admissibilité.
Avant toute chose, veuillez créer la page de débat correspondante en cliquant ici.
- Une fois la page de vote initialisée, rafraîchissez cette page, et le bandeau prendra son aspect définitif.
- Si votre débat d'admissibilité est groupé (le motif et l’argumentation doivent être les mêmes), modifiez cette page pour ajouter au modèle le paramètre « cat » suivi du nom de la page de discussion de l’article pour lequel la page de débat existe déjà (ex. : cat=Discussion:Nom_de_l'autre_article). Ensuite, suivez les nouvelles instructions qui apparaissent.
- Vous pouvez également utiliser le paramètre « type » pour faciliter l’accès aux critères d’admissibilité. Exemple : {{suppression|type=mot-clé}}. Liste des mots-clés existants : fiction, musique, art visuel, fanzine, jeu de société, porno, sportif, association, enseignement, société, site web, route, nombre, (Liste complète ici).

| 1. | Créez la page de débat d'admissibilité.                                                                      | Sauvegardez d’abord la page pour l’initialiser puis indiquez votre motivation.                |
| 2. | Important : ajoutez une entrée dans la section Débat d'admissibilité du jour.                                | Utilisez ce texte : *{{L\|Chocolaterie Hirsinger}}                                            |
| 3. | Pensez à informer les contributeurs principaux de la page et les projets associés lorsque cela est possible. | Utilisez ce texte : {{subst:Avertissement débat d'admissibilité\|Chocolaterie Hirsinger}}~~~~ |

La Chocolaterie Hirsinger est une entreprise familiale française spécialisée dans la fabrication de chocolats, confiseries, pâtisseries et glaces. Fondée en 1900 par Auguste Hirsinger à Arbois dans le Jura, la chocolaterie est actuellement dirigée par Edouard Hirsinger, Meilleur Ouvrier de France dans la catégorie « Chocolatier - Confiseur » depuis 1997.

## Histoire
La Chocolaterie Hirsinger a été créée en 1900 par Auguste Hirsinger. Depuis sa fondation, l'entreprise est restée une affaire familiale, se transmettant de génération en génération. Edouard Hirsinger, qui dirige actuellement l'entreprise, est la quatrième génération de chocolatiers et pâtissiers de la famille.

## Produits
La chocolaterie propose une large gamme de produits, incluant des chocolats pralinés, des ganaches, des truffes et des confiseries.

## Boutiques
La Chocolaterie Hirsinger possède une boutique historique à Arbois qui propose également des ateliers de dégustation et un musée du chocolat.

## Récompenses
Au fil des années, la Chocolaterie Hirsinger a reçu de nombreuses récompenses pour l'excellence de ses produits. Edouard Hirsinger a notamment été distingué par le titre de Meilleur Ouvrier de France en 1997, témoignant de la reconnaissance de son savoir-faire par les professionnels du secteur.